# Formula di Buridano
Nell'ambito della logica modale quantificata,  la formula di Buridano e la formula inversa di Buridano prendono nome dal filosofo medievale Giovanni Buridano e presentano una struttura analoga a quella della formula di Barcan e la formula inversa di Barcan, che furono successivamente introdotte come assiomi da Ruth Barcan Marcus.

## La formula di Buridano
La formula di Buridano è la seguente:
{\displaystyle \Diamond \forall xFx\rightarrow \forall x\Diamond Fx}.
Essa si legge come: “Se possibilmente tutto è F, allora tutto è possibilmente F”.
Nella logica modale classica, ma non in tutte le altre formulazioni della logica modale, ciò equivale ad affermare:
{\displaystyle \exists x\Box Fx\to \Box \exists xFx}.

## La formula inversa di Buridano
La formula inversa di Buridano è la seguente:
{\displaystyle \forall x\Diamond Fx\rightarrow \Diamond \forall xFx}.

## La logica di Buridano
La logica sottostante alle formule può essere riassunta nel modo seguente:
(Clima, Gyula (2008))
Nella Scolastica medievale, i nominalisti sostenevano che gli universali esistono solo come astrazione a partire da cose particolari o da circostanze pragmatiche, mentre i realisti seguivano Platone nell'affermare che gli universali esistono indipendentemente come idee superiori alle cose particolari:
(Clima, Gyula (2008))